# Marysville (Kansas)
Marysville is een plaats (city) in de Amerikaanse staat Kansas, en valt bestuurlijk gezien onder Marshall County.

## Demografie
Bij de volkstelling in 2000 werd het aantal inwoners vastgesteld op 3271.
In 2006 is het aantal inwoners door het United States Census Bureau geschat op 3143, een daling van 128 (-3,9%).

## Geografie
Volgens het United States Census Bureau beslaat de plaats een oppervlakte van
8,4 km², geheel bestaande uit land. Marysville ligt op ongeveer 368 m boven zeeniveau.

## Plaatsen in de nabije omgeving
De onderstaande figuur toont nabijgelegen plaatsen in een straal van 24 km rond Marysville.

## Geboren
- Michael McClure (1932 - 2020), dichter, toneelschrijver en essayist